# Gulzarilal Nanda
Gulzarilal Nanda, hindi गुलजारीलाल नन्दा (ur. 4 lipca 1898, zm. 15 stycznia 1998) – polityk indyjski.
Był bliski ideom Mahatmy Gandhiego. Dwukrotnie pełnił obowiązki premiera Indii, po śmierci Nehru w 1964 i po śmierci Shastriego w 1966.
W 1997 został odznaczony najwyższym indyjskim odznaczeniem – Orderem Bharat Ratna.